# Takeshi Miyake
Takeshi Miyake (三宅剛司?, Miyake Takeshi; 12 luglio 1983) è un giocatore di football americano giapponese, che gioca come defensive back per gli Obic Seagulls.
Dopo aver giocato per la squadra universitaria dei Ritsumeikan Panthers si è trasferito agli Asahi Soft Drink Challengers, per passare dal 2007 agli Obic Seagulls.

## Palmarès
- 6 Rice Bowl (Ritsumeikan Panthers, 2002, 2003; Obic Seagulls, 2010, 2011, 2012, 2013)